# ユダヤ系アメリカ人と中華料理
クリスマス・シーズンのユダヤ系アメリカ人による中華料理屋の愛顧（クリスマスシーズンのユダヤけいアメリカじんによるちゅうかりょうりやのあいこ）は、20世紀以後、特にニューヨークのユダヤ人の間で顕著となった風習である。ユダヤ人にとって馴染みのない料理を受け入れたことが、ユダヤ教において本来食べることが禁じられる「不浄な食べ物（非コシェル）」の飲食を容易にさせたという、逆説的な同化の一形態として注目された。
ユダヤ系住民が中華料理を受け入れた要因として、ヨーロッパ料理に比べ乳製品があまり使われないこと、1930年代にはドイツとイタリアで反ユダヤ主義的な体制が成立していたこと、また、ユダヤ人と華人双方のコミュニティが近接していたことが挙げられる。
クリスマスやクリスマス・イヴに中華料理店で食事をするアメリカのユダヤ人という図式は、映画やテレビでよく描かれるステレオタイプであるが、根拠がないわけではない。おそらくは、クリスマス当日に、他に開いている店がないために生まれた伝統であろう。

## 歴史的背景
クリスマスシーズン中のユダヤ人と中華料理店の関係はよく知られている。このテーマについて学術的・大衆的に論じた本は、ラビ・ジョシュア・エリ・プラウト博士の著書『コシェル・クリスマス―ユダヤなクリスマスが来た！』（"A Kosher Christmas: 'Tis the Season to Be Jewish"、日本語未訳）の第3章「クリスマスに中華料理を」（"We Eat Chinese Food on Christmas"）であろう。
ユダヤ人が中華料理を食べるようになったのは、19世紀末のマンハッタン、ロウアー・イースト・サイドであり、ユダヤ人と中国人が近くに住んでいたことが始まりである。
1910年のニューヨークには、東欧ユダヤ人（アシュケナジム）が100万人近く住んでおり、全人口の25％以上を占めていた。1880年代以降カルフォルニアからロウアー・イースト・サイドに中国系移民が移り住んできており、彼らの多くがレストラン業界に参入していた。
1899年、ユダヤ人向け週刊誌『American Hebrew Weekly』は、中華料理を食べるユダヤ人に関しての最初の言及を行っている。記事では非コシェルのレストランで食事をするユダヤ人が批判され、中華料理がとりわけやり玉に挙げられた。にもかかわらず、ユダヤ人はこれらの店で食事をし続けた。
1936年には、ローワーイーストサイドのユダヤ人の多い地域に、18軒もの中華料理店が開店していたという。ユダヤ人たちにとっては、この時代に流行していた反ユダヤ国家のイタリア料理やドイツ料理の店よりも中華料理店の方が居心地がよかったようだ。
セミカーでユダヤ研究学者のジョシュア・プラウトは、クリスマスの中華料理というユダヤ人の習慣の起源について以下のように記している：「早ければ1935年には、ニューヨーク・タイムズ紙が、Eng Shee Chuckというレストラン・オーナーが、クリスマスの日にニューアークの『ジュイシュ・チルドレンズ・ホーム』というユダヤ人児童養護施設に炒麺を配達した、と報じていた。……」
「長年にわたり、アメリカ中のユダヤ人の家族と友人たちはクリスマスやイヴに中華料理店へ集まって、社交や談笑、コミュニティと家族の絆の結束、そしてお気に入りのアクティビティに興じる。中華料理店は、ユダヤ人のアイデンティティが作られ、作り直され、そして示される場となったのだ。……」

### ユダヤ人に中華料理が訴求した背景
ロウアー・マンハッタンでは、ユダヤ人移民は他のユダヤ人に対して食堂を、イタリア人移民は他のイタリア人移民に対して、ドイツ人移民は他のドイツ人に対してといったように、同民族に対してのみ商売を行っていた。しかし、中国人は「ユダヤ人やその他の移民、少数民族を前提条件なく消費者として受け入れた。」中国人は自分の民族料理よりも他の民族料理を食べたいと考えるユダヤ人やイタリア人移民を歓迎したのだ。
中国人移民が反ユダヤ主義を抱かずユダヤ人を客として歓迎したことは、ユダヤ人たちに安心感を覚えさせた。その一方で、 彼らは食事とは直接関係のない理由からレストランへと足を運ぶこととなった。ユダヤ人移民やその子供たちがアメリカで出会ったあらゆる人々、食事の中で中国人と中華料理は最も自分たちとかけ離れた、最も「ユダヤ的でない」ものであった。
しかし、これはユダヤ人にとっては異国情緒漂う料理として映る事となり、より惹きつけることとなった。ユダヤ人の大多数は「中華料理店で食事をすることを、かつてユダヤ人の間で見られた排他的で傲慢なユダヤ文化の偏狭主義を正すための解毒剤として見ている。
TuchmanとLevineが話した人々の多くが、「ユダヤ的でない」場所で食事をすることは彼らが「いくらか洗練された、都会のニューヨーカーである」ことができることを示していると感じていた。レストランと見慣れない壁紙、奇抜な装飾、箸、料理の名前さえもが興味深く独特であるように感じられた。
東ヨーロッパ出身から移住してきたユダヤ人が彼らのアイデンティティを世界市民という理想に求めた後、ニューヨークで生まれ育った第二、第三世代のユダヤ人は、洗練を有することこそが自分たちを他者よりも上に立たせるものであると感じた。

### 中華料理とカシュルート
中華料理は「殊の外ユダヤ人の味覚によくあった、というのも、アメリカで提供されている他のどんな料理とも異なり、伝統的な中国料理では乳製品を用いることはない。」この小さな抜け道と自分たちがカシュルートの規則を破っていないと信じこませる手法は若者世代の間で流行した。中華料理を食べることでカシュルートの規則を破ることは若者が自分たちの独立性を力強く主張することにつながり、ひいては「コスモポリタン精神」へとつながった。
在米第一世代のユダヤ人は家庭の内外に関わらずカシュルートを墨守したが、第二世代のユダヤ人の多くは家庭ではカシュルートを実践したものの、外で食事をとる際にはこの習慣を曲げた。
中華料理は、料理が特にカーシェールでないと思えるときも、そのような事実を見て見ぬ振りができる外見をしている。「豚肉、エビ、ロブスター、その他のタブー食物は原形を留めない細切れやミンチにされて、正体がわからなくなる。」
中国の古文書には、料理は「ko p’eng」（割烹）、すなわち切って調理することと記述されており、これによって食材が判別できなくなるため、中華料理はユダヤ人にとって「safe treyf」（カシュルート）となる。たとえば、豚肉をワンタンに包んで見えなくしてしまえば、ユダヤ風のクレプラック（ヘブライ語：クレプラハ）によく似ている。
この小さな抜け道と自分たちがカシュルートの規則を破っていないと信じこませる手法は若者世代の間で流行した。中華料理を食べることでカシュルートの規則を破ることは若者が自分たちの独立性を力強く主張することにつながり、ひいては「コスモポリタン精神」へとつながった。
アメリカの正統派ユダヤ教コミュニティのなかでは、ラビの厳密な監督のもと、カシュルートに沿った食事を提供している中華料理店も存在する。

## 文化的意義
ユダヤ人と中華料理の関係は、このようなステレオタイプ的関係よりも間違いなく奥が深い。「中華料理を食べることは、アメリカ型ユダヤ主義にとって重要なシンボルとなった…ユダヤ人は、中華料理を食べるという行為に、ユダヤの伝統的な文化価値を表現する現代的方法を見出したのだ。中華料理を食することは、今では移民、教育、家族、コミュニティ、継続性を称える儀式的行事である」中華料理はユダヤ文化の重要な構成要素と考えられており、米国ではさらにカーシェール中華料理（カーシェールの食事規定に則った中華料理）も広がりつつある。
シュン・リー・パレスのオーナー、マイケル・トンは、2003年に『ニューヨークタイムズ』紙のインタビューで以下のように語っている：
ニューヨーク・スタイルのクリスマスという難問へようこそ。ほとんどの飲食店がホリデイで休みに入るなか、わずかながら開いている店で提供されるのは豪華なコースメニュー……万といるお客（そのほとんどがユダヤ人）は、ジレンマに直面する。家で祝うつもりもなく、普通の食事を取ろうとするならば、外食できる店もない。残された選択肢は中華料理屋だけ……。

## 関連書籍
- Plaut, Joshua Eli (2012). A Kosher Christmas: 'Tis the Season to Be Jewish. New Brunswick, N.J.: Rutgers University Press. ISBN 978-0-8135-5381-8